# Catharia simplonialis
Catharia simplonialis là một loài bướm đêm trong họ Crambidae.